# 宇部港

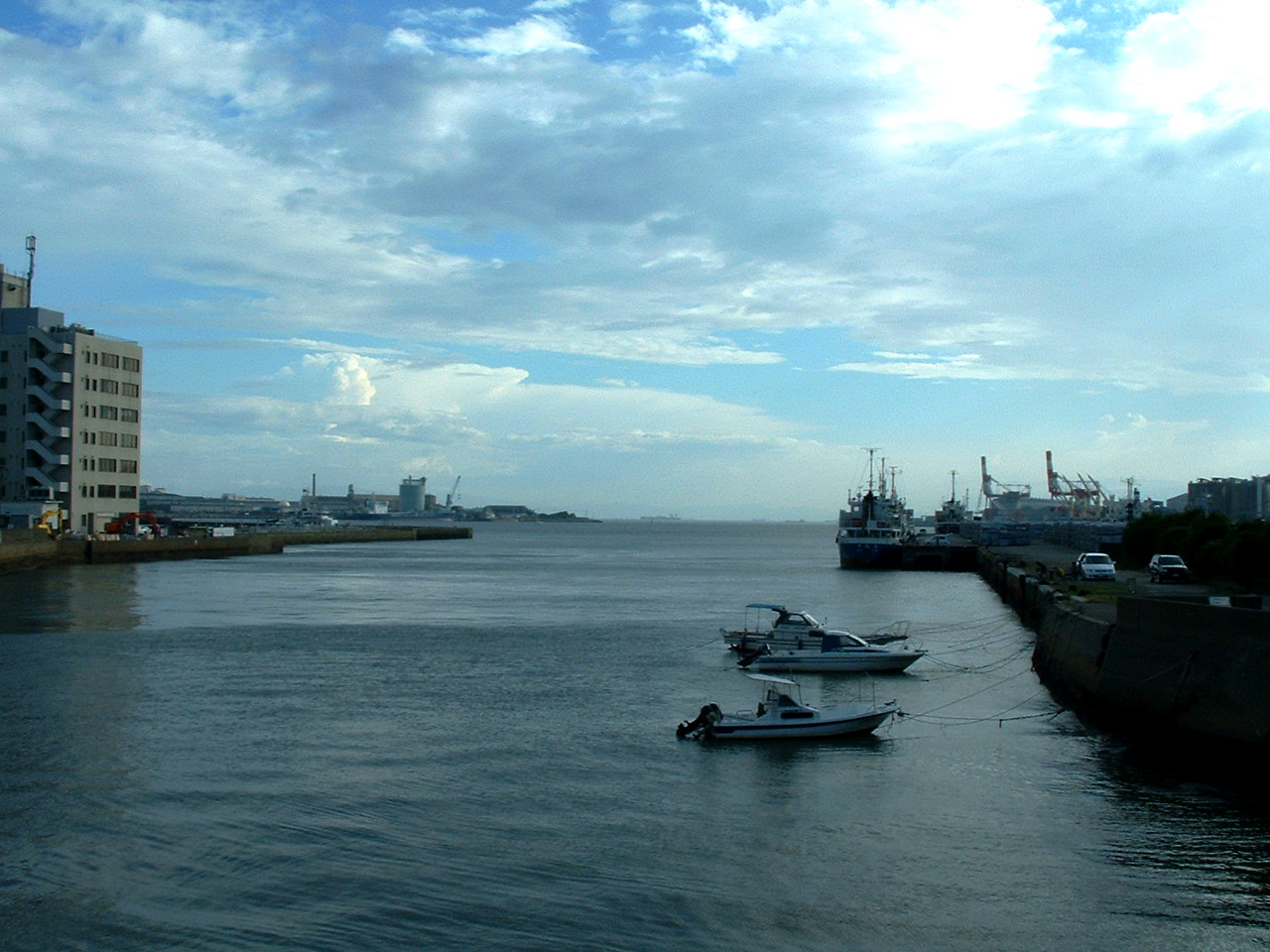
宇部市内から見た宇部港

宇部港（うべこう）は、山口県宇部市に位置する重要港湾。港湾管理者は山口県。港湾法上の重要港湾、港則法上の特定港に指定されている。

## 歴史
1927年（昭和2年）に沖ノ山炭鉱（現:UBE）により拾石投下、ケーソン進水等の築堤工事が行われたのが始まり。1938年（昭和13年）4月1日に関税法上の開港に指定された。傾斜生産方式や朝鮮特需による石炭景気により急速に発展し、1951年（昭和26年）に重要港湾に指定された。
2003年（平成15年）に全国で21港しかない総合静脈物流拠点港（リサイクルポート）に指定された。
2010年（平成22年）に、2011年度以降も政府による直轄港湾整備事業の対象となる43港の重点港湾の1つに指定された。
2011年（平成23年5月末）に徳山下松港と一体で国際バルク戦略港湾（石炭部門）に選定された。

## 主な施設
主に宇部興産専用岸壁から成る沖の山地区と外貨コンテナ定期航路が開設されている公共岸壁より成る芝中地区より構成されている。

### 沖の山地区
当地区はUBEの生産拠点が集中しており、同社の専用岸壁が中心となっている。国内最大級の貯炭場である沖の山コールセンターおよび宇部セメント工場、宇部ケミカル工場などがあり、石炭、石灰石関連製品、化学製品、石油関連製品の出入荷拠点となっている。UBEの専用岸壁は最大水深-13ｍとなっておりパナマックス船により豪州等から搬送されてきた石炭が当岸壁に据え付けられたアンローダーにより沖の山コールセンターへ荷積みされ、更に瀬戸内工業地域等へ供給されている。また、西沖の山地区には同地に製油所を持つ西部石油も専用施設を有している。
- 宇部港沖の山地区沖の山1 - 2号岸壁
- UBE沖の山5 - 6号岸壁、沖の山桟橋
- 宇部スチール岸壁
- 西部石油1 - 8号桟橋

### 芝中地区
- 宇部港芝中地区芝中1 - 3号岸壁
- 宇部港芝中地区芝中西1 - 2号岸壁
- 宇部港芝中地区芝中東岸壁